# Saint-Sorlin-en-Bugey
Saint-Sorlin-en-Bugey is een gemeente in het Franse departement Ain (regio Auvergne-Rhône-Alpes). De plaats maakt deel uit van het arrondissement Belley. Saint-Sorlin-en-Bugey telde op 1 januari 2022 1.140 inwoners.

## Geografie
De oppervlakte van Saint-Sorlin-en-Bugey bedroeg op 1 januari 2022 9,07 vierkante kilometer; de bevolkingsdichtheid was toen 125,7 inwoners per km².
De onderstaande kaart toont de ligging van Saint-Sorlin-en-Bugey met de belangrijkste infrastructuur en aangrenzende gemeenten.

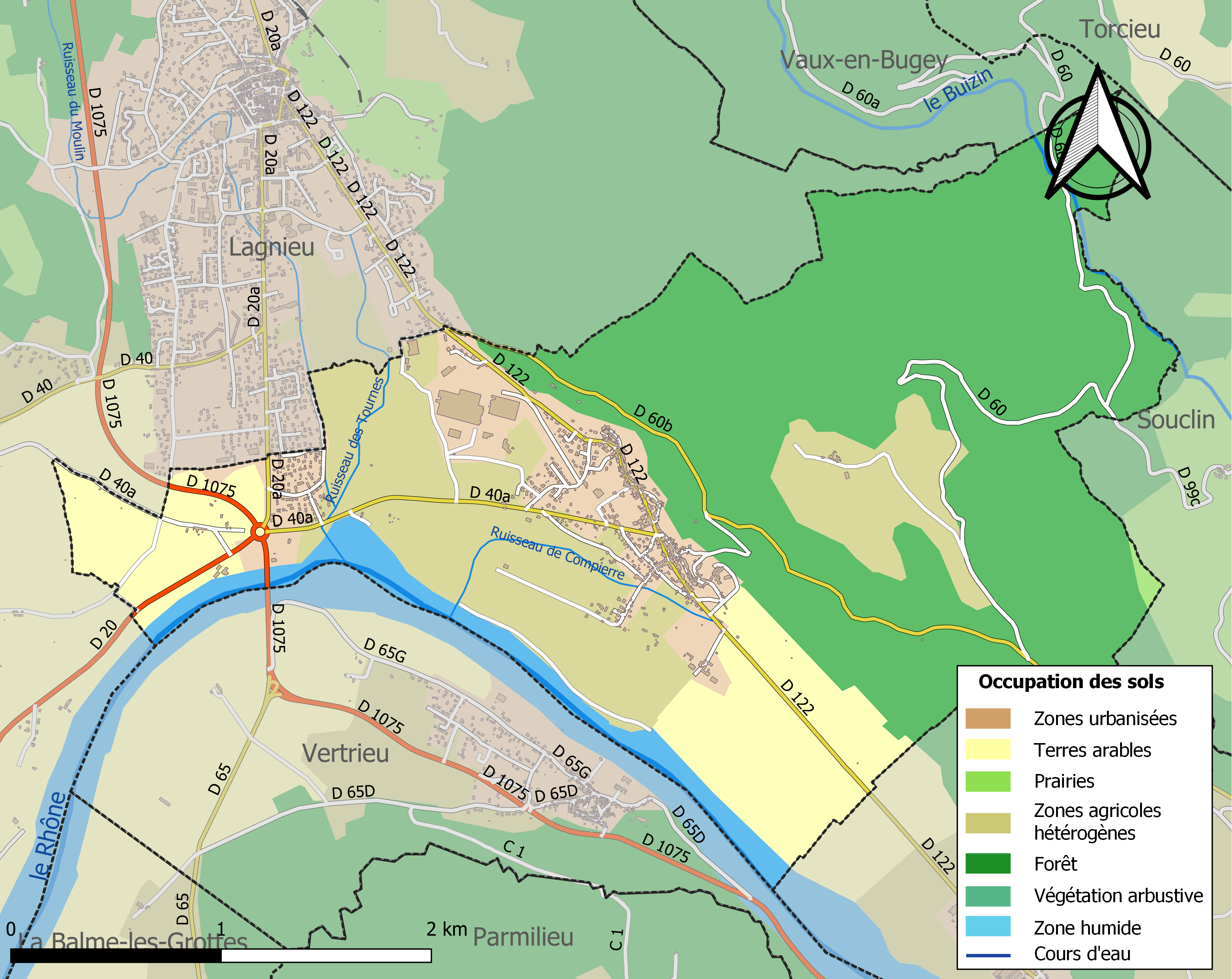

## Demografie
De bevolking is vanaf de jaren 1980 gestegen door een instroom van stedelingen uit de nabijgelegen agglomeratie van Lyon.
Onderstaande figuur toont het verloop van het inwonertal (bron: INSEE-tellingen).

Vanwege een beveiligingsprobleem met de MediaWiki Graph-software is het momenteel niet mogelijk deze grafiek weer te geven. Zodra de software is bijgewerkt zal de grafiek vanzelf weer zichtbaar worden.